# Tiberij Julij Aleksander
Tiberij Julij Aleksander (latinsko Tiberius Julius Alexander), rimski general judovskega rodu, */† 1. stoletje.
Rojen je bil v bogati judovski družini, a je med letoma 46 in 48 postal prokurator Judeje in med letoma 66 in 69 še prefekt Egipta.